# Sphenia gulfensis
Sphenia gulfensis is een tweekleppigensoort uit de familie van de Myidae. De wetenschappelijke naam van de soort is voor het eerst geldig gepubliceerd in 1999 door Coan.